# Élections législatives de 1973 dans les Ardennes
Les élections législatives françaises de 1973 se déroulent les 4 et 11 mars 1973. Dans le département des Ardennes, trois députés sont à élire dans le cadre de trois circonscriptions.

## Élus
| Circonscription | Député sortant    | Parti | Parti | Député élu ou réélu | Parti | Parti |
| --------------- | ----------------- | ----- | ----- | ------------------- | ----- | ----- |
| 1re             | Lucien Meunier    |       | UDR   | Lucien Meunier      |       | UDR   |
| 2e              | André Lebon       |       | PS    | André Lebon         |       | PS    |
| 3e              | Jacques Sourdille |       | UDR   | Jacques Sourdille   |       | UDR   |

## Résultats

### Résultats à l'échelle du département
| Parti                                   | Parti                                       | Parti                                       | Premier tour | Premier tour | Second tour | Second tour | Sièges |
| Parti                                   | Parti                                       | Parti                                       | Voix         | %            | Voix        | %           | Sièges |
| --------------------------------------- | ------------------------------------------- | ------------------------------------------- | ------------ | ------------ | ----------- | ----------- | ------ |
|                                         |                                             | Parti socialiste                            | 32 622       | 24,49        | 48 768      | 35,72       | 1      |
|                                         | Parti communiste français                   | 31 021                                      | 23,28        | 20 757       | 15,20       | 0           |        |
|                                         | Parti socialiste unifié                     | 1 430                                       | 1,07         |              |             | 0           |        |
| Total Union de la gauche                | Total Union de la gauche                    | 65 073                                      | 48,84        | 69 525       | 50,92       | 1           |        |
|                                         |                                             | Union des démocrates pour la République     | 41 256       | 30,97        | 67 005      | 49,08       | 2      |
|                                         | Républicains indépendants                   | 6 005                                       | 4,51         | Retrait      | Retrait     | 0           |        |
| Total Union des républicains de progrès | Total Union des républicains de progrès     | 47 261                                      | 35,47        | 67 005       | 49,08       | 2           |        |
|                                         |                                             | Centre démocrate                            | 9 990        | 7,50         | Retrait     | Retrait     | 0      |
|                                         | Divers réformateur                          | 4 102                                       | 3,08         |              |             | 0           |        |
| Total Mouvement réformateur             | Total Mouvement réformateur                 | 14 092                                      | 10,58        | 0            |             |             |        |
|                                         | Centre national des indépendants et paysans | Centre national des indépendants et paysans | 4 397        | 3,30         | 0           |             |        |
|                                         | Ligue communiste révolutionnaire            | Ligue communiste révolutionnaire            | 2 409        | 1,81         | 0           |             |        |
|                                         |                                             |                                             |              |              |             |             |        |
| Inscrits                                | Inscrits                                    | Inscrits                                    | 168 136      | 100,00       | 168 113     | 100,00      | 3      |
| Abstentions                             | Abstentions                                 | Abstentions                                 | 32 030       | 19,05        | 27 206      | 16,18       |        |
| Votants                                 | Votants                                     | Votants                                     | 136 106      | 80,95        | 140 907     | 83,82       |        |
| Blancs et nuls                          | Blancs et nuls                              | Blancs et nuls                              | 2 874        | 2,11         | 4 377       | 3,11        |        |
| Exprimés                                | Exprimés                                    | Exprimés                                    | 133 232      | 97,89        | 136 530     | 96,89       |        |
| Source : Data.gouv.fr                   |                                             |                                             |              |              |             |             |        |

### Résultats par circonscription

#### Première circonscription (Mézières - Rethel)
| Candidat       | Candidat                     | Parti          | Premier tour | Premier tour | Second tour | Second tour |  |
| Candidat       | Candidat                     | Parti          | Voix         | %            | Voix        | %           |  |
| -------------- | ---------------------------- | -------------- | ------------ | ------------ | ----------- | ----------- |  |
|                | Lucien Meunier sortant réélu | UDR (URP)      | 10 927       | 25,2         | 22 979      | 52,54       |  |
|                | Raymond Deparpe              | PCF            | 10 802       | 24,91        | 20 757      | 47,46       |  |
|                | Roger Mas                    | PS (UGSD)      | 8 496        | 19,59        | Retrait     | Retrait     |  |
|                | Jean Dion                    | RI (URP)       | 6 005        | 13,85        | Retrait     | Retrait     |  |
|                | Bernard Loitron              | MR             | 4 102        | 9,46         |             |             |  |
|                | Pierre Siégel                | CNIP           | 3 032        | 6,99         |             |             |  |
|                |                              |                |              |              |             |             |  |
| Inscrits       | Inscrits                     | Inscrits       | 55 323       | 100,00       | 55 313      | 100,00      |  |
| Abstentions    | Abstentions                  | Abstentions    | 10 898       | 19,7         | 9 264       | 16,75       |  |
| Votants        | Votants                      | Votants        | 44 425       | 80,3         | 46 049      | 83,25       |  |
| Blancs et nuls | Blancs et nuls               | Blancs et nuls | 1 061        | 2,39         | 2 313       | 5,02        |  |
| Exprimés       | Exprimés                     | Exprimés       | 43 364       | 97,61        | 43 736      | 94,98       |  |

#### Deuxième circonscription (Charleville - Givet)
| Candidat       | Candidat                  | Parti          | Premier tour | Premier tour | Second tour | Second tour |  |
| Candidat       | Candidat                  | Parti          | Voix         | %            | Voix        | %           |  |
| -------------- | ------------------------- | -------------- | ------------ | ------------ | ----------- | ----------- |  |
|                | André Lebon sortant réélu | PS (UGSD)      | 13 921       | 29,5         | 27 378      | 56,69       |  |
|                | Georges Repeczky          | UDR (URP)      | 13 355       | 28,3         | 20 912      | 43,31       |  |
|                | René Visse                | PCF            | 12 497       | 26,48        | Retrait     | Retrait     |  |
|                | Jacques Demoulin          | CD (MR)        | 4 620        | 9,79         |             |             |  |
|                | Claude Prévost            | PSU            | 1 430        | 3,03         |             |             |  |
|                | Pierre Vassal             | CNIP           | 1 365        | 2,89         |             |             |  |
|                |                           |                |              |              |             |             |  |
| Inscrits       | Inscrits                  | Inscrits       | 59 846       | 100,00       | 59 834      | 100,00      |  |
| Abstentions    | Abstentions               | Abstentions    | 11 698       | 19,55        | 10 326      | 17,26       |  |
| Votants        | Votants                   | Votants        | 48 148       | 80,45        | 49 508      | 82,74       |  |
| Blancs et nuls | Blancs et nuls            | Blancs et nuls | 960          | 1,99         | 1 218       | 2,46        |  |
| Exprimés       | Exprimés                  | Exprimés       | 47 188       | 98,01        | 48 290      | 97,54       |  |

#### Troisième circonscription (Sedan - Vouziers)
| Candidat       | Candidat                        | Parti          | Premier tour | Premier tour | Second tour | Second tour |  |
| Candidat       | Candidat                        | Parti          | Voix         | %            | Voix        | %           |  |
| -------------- | ------------------------------- | -------------- | ------------ | ------------ | ----------- | ----------- |  |
|                | Jacques Sourdille sortant réélu | UDR (URP)      | 16 974       | 39,77        | 23 114      | 51,94       |  |
|                | Jean-François Dromby            | PS (UGSD)      | 10 205       | 23,91        | 21 390      | 48,06       |  |
|                | Guy Desson                      | app. PCF       | 7 722        | 18,09        | Retrait     | Retrait     |  |
|                | Michelle Wauthier               | CD (MR)        | 5 370        | 12,58        | Retrait     | Retrait     |  |
|                | Guy Rey                         | LCR            | 2 409        | 5,64         |             |             |  |
|                |                                 |                |              |              |             |             |  |
| Inscrits       | Inscrits                        | Inscrits       | 52 967       | 100,00       | 52 966      | 100,00      |  |
| Abstentions    | Abstentions                     | Abstentions    | 9 434        | 17,81        | 7 616       | 14,38       |  |
| Votants        | Votants                         | Votants        | 43 533       | 82,19        | 45 350      | 85,62       |  |
| Blancs et nuls | Blancs et nuls                  | Blancs et nuls | 853          | 1,96         | 846         | 1,87        |  |
| Exprimés       | Exprimés                        | Exprimés       | 42 680       | 98,04        | 44 504      | 98,13       |  |